# Gle Bateero
Gle Bateero är ett berg i Indonesien.   Det ligger i provinsen Aceh, i den västra delen av landet, 1 800 km nordväst om huvudstaden Jakarta. Toppen på Gle Bateero är 225 meter över havet.
Terrängen runt Gle Bateero är huvudsakligen kuperad, men söderut är den platt. Runt Gle Bateero är det mycket glesbefolkat, med 7 invånare per kvadratkilometer. I omgivningarna runt Gle Bateero växer i huvudsak städsegrön lövskog.